# Крэйдер, Лоренс
Лоуренс Крэйдер (англ. Lawrence Krader; 9 декабря 1919, Нью-Йорк, Нью-Йорк — 15 ноября 1998) — известный американский социалистический антрополог и этнограф.

## Биография
На философском факультете городского колледжа Нью-Йорка (CCNY) с 1936 года он изучал Аристотеля у Авраама Эделя, Лейбница у Филиппа П. Винера и математическую логику и лингвистику у Альфреда Тарского. В 1937-38 он также изучал логику у Рудольфа Карнапа и этнологии у Франца Боаса. В 1941 году Крэйдер окончил CCNY со степенью бакалавра гуманитарных наук и получил премию Кетчем в области философии.
Когда США вступили во Вторую мировую войну, он служил в торговом флоте в рамках ленд-лиза, а также через Архангельск оказался в Ленинграде, где выучил русский язык. После войны, Крэйдер вернулся в США и изучал лингвистику (1945-47) в Колумбийском университете с Романом Осиповичем Якобсоном и Андре Мартине. За это время он разработал интерпретацию человеческой эволюции, которая стимулировала его оставить философию, и начать интенсивное изучение кочевых народов Центральной Азии, став членом Дальневосточного института в Университете Вашингтона в Сиэтле. Его новые научные интересы, вероятно, также пересекались с деятельностью Карла Виттфогеля в 1947 году, которому он помогал с научными исследованиями и русским языком, и его связям с Карлом Коршем. Крэйдер был помощником Виттфогель в период с 1948 по 1951 год. В 1952 году Крэйдер изучал лингвистику в Русском исследовательском центре в Гарварде, где женился на докторе Барбара Латтимер в 1953 году. В 1954 году он окончил Гарвард как Phd с работой «Системы родства алтайских-язычных народов азиатских степей» (научный руководитель Clyde Kluckhohn).
С 1953 по 1956 год он был научным сотрудником в Бюро социальных исследований при Американском университете в Вашингтоне, округ Колумбия, в области исследования Центральной Азии. В 1956-58 он стал профессором в области антропологии и директором программы «Кочевники» в Университете Сиракуз, а также руководителем программы «Население Китая» в Бюро переписи населения Соединённых Штатов. С 1957—1959 Крэйдер — президент антропологического общества Вашингтона. С 1958 по 1963 год он преподавал в качестве ординарного профессора в Американском университете в Вашингтоне, округ Колумбия, а также являлся представителем в Совете по этнологии и антропологии, а также Совета по социальным и гуманитарным наукам ЮНЕСКО, руководителем антропологического сектора отдела социологии и антропологии CCNY, заведующим кафедрой социологии и антропологии в Университете Ватерлоо (Канада). В 1962 Крэйдер впервые побывал во Внешней Монголии. С 1963 по 1968 он получил финансирование для своего исследовательского проекта по эволюции состояния и кочевого образа жизни от Национального научного фонда.
С 1964 по 1978 год Крэйдер стал Генеральным секретарем IUAES. Для изучения происхождения истоков своей теории номадизма в 19 веке он получал поддержку со стороны Международного института социальной истории (Амстердам) в течение 1963—1975. В 1970—1972 Крэйдер был профессором Университета Ватерлоо, но в 1972 году перешел в Институт этнологии Свободного университета Берлина, где он стал директором до 1982 года. С 1989 до своей смерти, Крэйдер подготовил 156 рукописей, в том числе работы по труду и значение, noetics, теории русской революции, математической логике, критики эволюционизма, лингвистики и другим темам. Предполагается, что некоторые из этих материалов будут опубликованы через научно-исследовательский проект в Университете Макмастера, благодаря пожертвованиям.

## Цитата
«Я ни гегельянец, ни марксист. Я их последователь, как Маркс был последователем Гегеля. Но Маркс был учеником Гегеля, которым я не являюсь, ни учеником Маркса. Я социалист, был им почти 60 лет, но не марксистский социалист». [Schorkowitz (1995), p. 6.]

## Основные книги
- Peoples of Central Asia. — Bloomington : Univ. u.a., 1963 (Uralic and Altaic Series, vol. 20)
- Social organization of the Mongol-Turkic pastoral nomads. — The Hague : Mouton, 1963
- (Hrsg.) Anthropology and Early Law. Selected from the writings of Paul Vinogradoff, Frederic William Maitland, Frederick Pollock, Maxime Kovalevsky, Rudolf Huebner, Frederic Seebohm. Basic Books 1966
- Formation of the state (Foundations of modern anthropology series) Prentice-Hall 1968
- The ethnological notebooks of Karl Marx : (studies of Morgan, Phear, Maine, Lubbock). Assen : Van Gorcum [u.a.], 1972
  - Karl Marx, die ethnologischen Exzerpthefte. hrsg. von . [Übers. von Angelika Schweikhart], Edition Suhrkamp , 800, 1. Aufl. Frankfurt am Main : Suhrkamp 1976
- Ethnologie und Anthropologie bei Marx. — München : Hanser, 1973
- The Asiatic mode of production : sources, development and critique in the writings of Karl Marx. Assen : van Gorcum, 1975
- Dialectic of civil society. Assen: van Gorcum, 1976.
- A Treatise of Social Labour. Assen, Van Gorcum. 1979 (Dialectic and Society, 5)
- (Vorwort) Karl Marx: Die technologisch-naturwissenschaftlichen Exzerpte. Historisch-kritische Ausgabe. Transkribiert u. hg. v. Hans-Peter Müller. Mit e. Vorwort v. Lawrence Krader. 1. Aufl. Frankfurt/M. etc., Ullstein, 1982
- Die Anfänge des Kapitalismus in Mitteleuropa. Frankfurt am Main [u.a.] : Lang, 1993
- Labor and value, ed. by Cyril Levitt and Rod Hay. New York, N.Y. [etc.] : Lang, 2003.

## Биографические сведения и библиография научных статей
- Dittmar Schorkowitz (Hrsg.): Ethnohistorische Wege und Lehrjahre eines Philosophen: Festschrift für Lawrence Krader zum 75. Geburtstag (Frankfurt a.M. / Berlin / Bern / New York / Paris / Wien: Peter Lang, 1995)
- Fritz W. Kramer, «Vita activa: Lawrence Krader», in: ‘’Dialektik: Enzyklopadische Zeitschrift fur Philosophie und Wissenschaften’’, 1991/92, ed. H.J. Dandkuhler et al. (Hamburg: Felix Meiner, 1991), p. 149ff.